# Xã Gridley, Quận McLean, Illinois
Xã Gridley (tiếng Anh: Gridley Township) là một xã thuộc quận McLean, tiểu bang Illinois, Hoa Kỳ. Năm 2010, dân số của xã này là 1.913 người.